# Маријана Батинић
Маријана Батинић (хрв. Marijana Batinić; Сплит, 18. фебруар 1981) хрватска је телевизијска водитељка, дипломирана правница и дизајнерка ентеријера. Позната је по свом ангажману у неколико успешних емисија RTL Televizije као што су Љубав је на селу, Живот на ваги и Ко ће га знати. Живи и ради у Загребу.

## Емисије
| Година     | Емисија               | Напомене                      |
| ---------- | --------------------- | ----------------------------- |
| 2011—2020. | Љубав је на селу      | водитељка од 3. до 12. сезоне |
| 2012.      | Сурвајвор VIP: Костарика | водитељка                     |
| 2013—2014. | Ко ће га знати        | водитељка                     |
| 2016.      | Велики брат 8         | водитељка                     |
| 2017.      | Само небо зна         | водитељка                     |
| 2017—2020. | Живот на ваги         | водитељка од 1. до 4. сезоне  |